# ماکسیم سوکولوف
ماکسیم سوکولوف (روسی: Максим Юрьевич Соколов، آوانگاری Maksim Yurevich Sokolov؛ زادهٔ ۲۹ سپتامبر ۱۹۶۸) اقتصاددان، سیاست‌مدار و مدیر اجرایی اهل روسیه است، که هم‌اکنون به‌عنوان مدیرعامل شرکت آوتوواز فعالیت می‌کند. وی از ۲۰۱۲ تا ۲۰۱۸ وزیر ترابری روسیه بود.